# Bebida esportiva

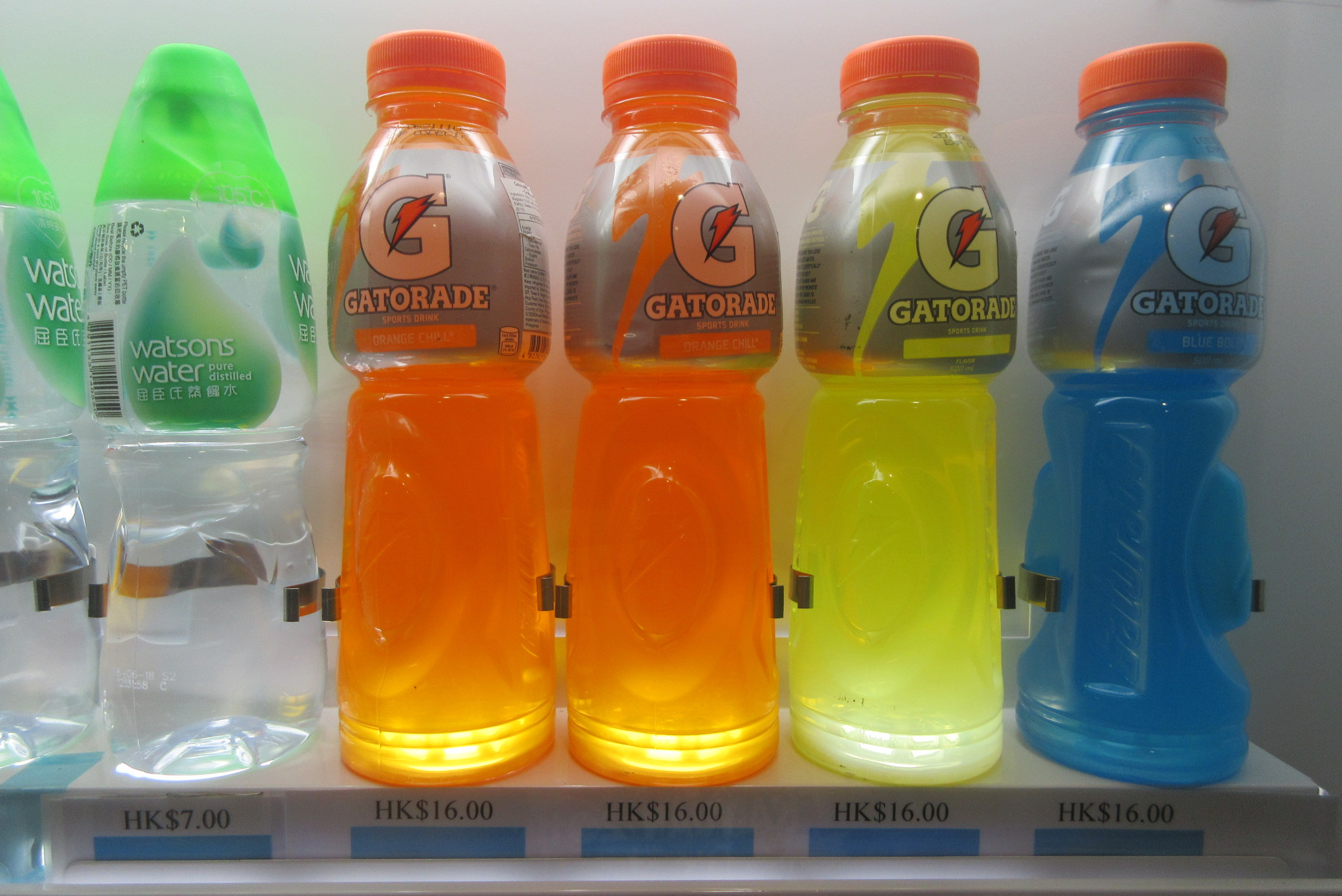
Algumas garrafas de isotônico

Uma bebida esportiva, também conhecida por isotônico (português brasileiro) ou isotónico (português europeu), é uma bebida constituída por água, sais minerais e carboidratos (6 a 8 por cento), contendo formação semelhante ao plasma (para facilitar sua absorção). São ricos em cálcio, potássio, fósforo e sódio e foram desenvolvidas para repor líquidos e sais minerais perdidos pelo suor durante a transpiração.
O isotônico não substitui o soro em casos de diarreia, embora possa ajudar quando o problema não é tão sério. Acrescenta-se que crianças devem consumir isotônicos se forem atletas que participam de competições.

## Cálculo da necessidade ou não de consumo de isotônico
Só há necessidade de se consumir um isotônico se houver perda de mais de 2 por cento do peso corporal durante um exercício físico. Existe um cálculo para ver se você pode tomar ou não um isotônico. Primeiro, deve pesar-se antes do exercício e também depois do exercício. Após isso, deve-se fazer uma conta para ver se o organismo precisa de isotônico: {\displaystyle (1-{\frac {PDT}{PAT}})\times 100}
Na conta, "PDT" quer dizer "peso depois do treino" e "PAT" quer dizer "peso antes do treino". Se o resultado dessa conta for menor ou igual a dois, apenas água já será suficiente para repor energias. Se o resultado for maior que dois, é necessário tomar um isotônico.